# Calia (Arcadia)
Calia o Calias (en griego, Καλλία, Καλλίαι) fue una antigua ciudad griega situada en Arcadia.
Pausanias dice que fue una de las poblaciones pertenecientes a la llamada Trípoli—junto con Nónacris y Dipena— que se unieron para poblar Megalópolis en 371/0 a. C. Añade que en su tiempo era una aldea. Se desconoce su localización exacta pero se ha sugerido que los restos de dos asentamientos antiguos hallados en Kastro Galatas y Kerpini se corresponden con dos de las tres poblaciones que componían esta denominada Trípoli.